# Jakub Jasiński
Jakub Krzyzstof Jasiński (Węglew, 24 juli 1761 – Warschau, 4 november 1794) was een Poolse dichter en generaal. Jasiński behoorde tot de clan van Rawicz.

## Biografie
Jasiński studeerde aan de cadettenschool in Warschau en zou mettertijd docent bouwkunde worden. Voor hij politiek actief zou worden schreef hij voornamelijk lichter dichtwerk. De Franse Revolutie en de Confederatie van Targowica inspireerde hem om politiek actief te worden. In zijn eigen dichtwerk riep hij ook zijn landgenoten ook op om een revolutie te starten.
Hij was in 1792 als militair actief in de oorlog tegen de Russen en vocht bij de Slag bij Brześć. Voor zijn aandeel hierin verkreeg Jasiński de Virtuti Militari.
Toen in 1794 de Kościuszko Opstand uitbrak leidde Jasiński de opstand tegen de Russen in Vilnius en wist aldaar het Russische leger weg te jagen. Kościuszko plaatste hem vanuit Litouwen over naar Warschau. Hij overleed nog in datzelfde jaar in de strijd terwijl hij Praga verdedigde.